# NGC 145
NGC 145 (ook wel PGC 1941, MCG -1-2-27, ARP 19 of IRAS00292-0525) is een balkspiraalstelsel in het sterrenbeeld Walvis.
NGC 145 werd op 9 oktober 1882 ontdekt door de Britse astronoom John Herschel.